# Wormie
Wormie (deutsch Wormen) ist ein Ort in der polnischen Woiwodschaft Ermland-Masuren. Er gehört zur Landgemeinde Górowo Iławeckie (Landsberg) im Powiat Bartoszycki (Kreis Bartenstein), bis 1945 zum Kreis Preußisch Eylau in Ostpreußen.

## Geographische Lage
Wormie liegt im Stablack (polnisch Wzniesienia Górowskie) im Nordwesten der Woiwodschaft Ermland-Masuren, 19 Kilometer westlich der früheren und heute auf russischem Staatsgebiet gelegenen Kreisstadt Preußisch Eylau (russisch Bagrationowsk) bzw. 33 Kilometer nordwestlich der heutigen Kreismetropole Bartoszyce (deutsch Bartenstein).

## Geschichte
Einige Grabfunde sowie eine Fliehburg auf dem Schlossberg (polnisch Góra Zamkowo) weisen darauf hin, dass der Ort Wormen bereits in vorgeschichtlicher Zeit bestand. In der mittleren Ordenszeit gegründet war das damalige Warmen ein gemischter prußischer Ort mit mehreren kleinen Höfen und wurde nach 1414 Knegiten und bereits vor 1785 Wormen genannt.
Die Kriegshandlungen beim „Poleneinfall“ 1414 und im „Ständekrieg“ 1454/66 fügten Wormen schweren Schaden zu. 1840 wurde das Dorf gar an die Brüder von Tettau verpfändet. Lange Jahre war Wormen zerstört und verwüstet, so noch im Jahre 1540. 1563 wurde es neu besiedelt. War Wormen zunächst verpfändet, so geriet es 1616 in den Besitz von Wolf Heinrich Truchseß von Waldburg in Wildenhoff (polnisch Dzikowo Iławeckie) und blieb gutsabhängig bis 1820.
1831 zählte Wormen 34 Einwohner bei 547 Morgen Land, vier Bauerngüter und einem Instmann, 1840 waren es bereits 53 Einwohner bei zehn Wohngebäuden.
Als 1874 der Amtsbezirk Wildenhoff (Dzikowo Iławeckie) im ostpreußischen Kreis Preußisch Eylau, Regierungsbezirk Königsberg, errichtet wurde, kam die Landgemeinde Wormen hinzu. 1885 war die Dorffläche Wormens 155 Hektar groß, und 50 Bewohner lebten in acht Wohngebäuden und acht Haushalten. Die Einwohnerzahl stieg bis 1910 auf 66.
Am 30. September 1928 verlor Wormen seine Eigenständigkeit und wurde in den Nachbarort Worschienen (polnisch Worszyny) eingemeindet.
Am 14. Februar 1945 wurde Wormen nach längerem Beschuss von Truppen der Roten Armee besetzt. Als 1945 das südliche Ostpreußen in Kriegsfolge an Polen abgetreten wurde, erhielt Wormen die polnische Namensform „Wormie“ und ist heute eine Ortschaft innerhalb der Gmina Górowo Iławeckie (Landgemeinde Landsberg) im Powiat Bartoszycki (Kreis Bartenstein), von 1975 bis 1998 der Woiwodschaft Olsztyn, seither der Woiwodschaft Ermland-Masuren zugehörig.

## Religion
Wormen war bis 1945 in das Kirchspiel der evangelischen Kirche Canditten (polnisch Kandyty) in der Kirchenprovinz Ostpreußen der Kirche der Altpreußischen Union eingepfarrt.
Wormie gehört weiterhin zur Kirche in Kandyty, die nun jedoch dem römisch-katholischen Erzbistum Ermland untersteht.

## Verkehr
Wormie ist über eine Landwegverbindung vom Nachbarort Worszyny (Worschienen) aus zu erreichen. Eine Bahnanschluss besteht nicht mehr, seit der drei Kilometer entfernte Bahnhof Sągnity (Sangnitten) an der Bahnstrecke Czerwonka–Kornewo (vor 1945: Königsberg (Preußen)–Zinten–Landsberg–Heilsberg–Rothfließ) vom Bahnverkehr abgekoppelt ist.